# Academia Catarinense de Letras

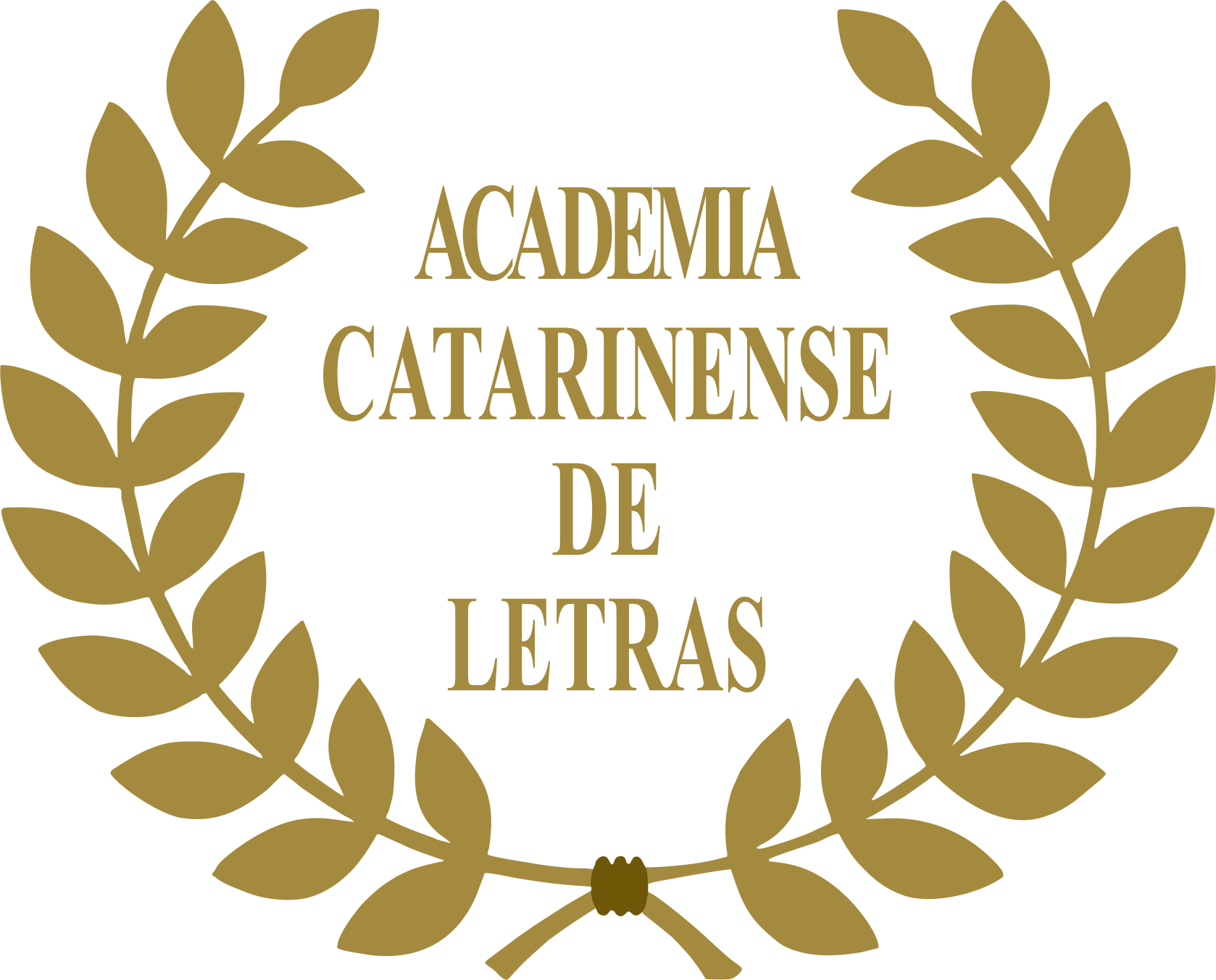
Logo

Die Academia Catarinense de Letras (ACL) (deutsch: Santa-Catarinensische Akademie der Literatur) ist eine brasilianische Literaturgesellschaft des Bundesstaates Santa Catarina mit Sitz in Florianópolis, die am 30. Januar 1924 nach dem Vorbild der nationalen Academia Brasileira de Letras gegründet wurde.

## Ziele
Ihr Ziel ist die Pflege der brasilianischen Sprache und Literatur. Sie ist die bedeutendste Akademie ihrer Art in dem Bundesstaat für das brasilianische Portugiesisch und legt ihren Schwerpunkt gemäß ihrer Statuten auf das literarische Leben, die Mundart und den Schutz der kulturellen Werte des Bundesstaates Santa Catarina.

## Geschichte
Nach dem Ersten Weltkrieg wurde im Zuge der literarischen Bestrebungen des brasilianischen Modernismo von Intellektuellen im Jahre 1920 in Florianópolis die Sociedade Catarinense de Letras gegründet, aus der 1924 die Akademie hervorgegangen ist. Diese Literaten gruppierten sich um die Monatsschrift Revista de artes e letras. Im Unterschied zu anderen brasilianischen Literaturakademien waren von vornherein auch Schriftstellerinnen als Gründungsmitglieder (Fundadores) und Mitglieder aufgenommen. Gewählte Mitglieder bleiben dies lebenslang, die Zahl ist auf 40 Mitglieder beschränkt.
Die Akademie hat heute ihren Sitz im Centro Integrado de Cultura Professor Henrique da Silva Fontes in Florianópolis.
Die ACL ist nicht zu verwechseln mit der 2003 gegründeten ACLA, der Academia Catarinense de Letras e Artes.

## Präsidenten
- Celestino Sachet (1969–1973; 1981–1984)
- João Nicolau Carvalho (1987–1988)
- Paschoal Apóstolo Pítsica (1988–2003)
- Lauro Junkes (2003–2010)
- Norberto Ungaretti (2010)
- Péricles Prade (2010–2014)
- Salomão Ribas Junior (2014–2018)
- Pinheiro Neto (2018–2020)
- Moacir Pereira (2020–)

## Gegenwärtige Mitglieder
| Sitz (Cadeira) | Namensgeber (Patrono)                 | Name                               | *       | seit     |
| -------------- | ------------------------------------- | ---------------------------------- | ------- | -------- |
| 1              | Álvaro de Carvalho                    | Edy Leopoldo Tremel                | 1928    | 1978     |
| 2              | Antero dos Reis Dutra                 | Urda Alice Klueger                 | 1952    | 1992     |
| 3              | Carlos de Faria                       | Moacir Pereira                     | 1946    | 2002 (?) |
| 4              | Cláudio Luís da Costa                 | vakant                             |         | 2019     |
| 5              | Crispim Mira                          | Deonísio da Silva                  | 1948    | 2016     |
| 6              | Duarte Mendes de Sampaio              | Hugo Mund Júnior                   | 1933    | 1988 (?) |
| 7              | Duarte Paranhos Schutel               | vakant                             |         | 2019     |
| 8              | Eduardo Duarte Silva                  | Apolinário Ternes                  | 1949    | 2018     |
| 9              | Feliciano Nunes Pires                 | João Nicolau Carvalho              | 1943    | 1982     |
| 10             | Francisco Antônio Castorino de Farias | Godofredo de Oliveira Neto         | 1951    | 2018     |
| 11             | Francisco Carlos da Luz               | Oldemar Olsen Júnior               | 1955    | 2011     |
| 12             | Francisco Pedro da Cunha              | vakant                             |         | 2021     |
| 13             | Francisco Tolentino                   | José Artulino Besen                | 1949    | 1981     |
| 14             | Gustavo de Lacerda                    | José Isaac Pilati                  | 1948    | 2018     |
| 15             | João da Cruz e Sousa                  | Celestino Sachet                   | 1930    | 1968     |
| 16             | João Justino Proença                  | Laerte Tavares                     | 1942    | 2018     |
| 17             | Jerônimo Coelho                       | Gilberto Gerlach                   | 1943    | 2011     |
| 18             | João Silveira de Sousa                | José Curi                          | 1931    | 1968     |
| 19             | Joaquim Antônio de São Tiago          | Sérgio da Costa Ramos              | 1947    | 2001 (?) |
| 20             | Joaquim Augusto do Livramento         | Miro Moraes                        | 1937    | 2013     |
| 21             | Joaquim Gomes de Oliveira e Paiva     | Maria Tereza de Queiroz Piacentini |         | 2018     |
| 22             | Jonas de Oliveira Ramos               | vakant                             |         | 2018     |
| 23             | José Cândido de Lacerda Coutinho      | Flávio José Cardozo                | 1938    | 1985     |
| 24             | José Johanny                          | Liberato Manuel Pinheiro Neto      | 1948    | 1983     |
| 25             | Juvêncio Martins Costa                | vakant                             |         | 2020     |
| 26             | Lauro Müller                          | Lélia Pereira da Silva Nunes       | 1946    | 2013     |
| 27             | Luís Delfino                          | Pedro Bertolino                    | 1940    | 1966 (?) |
| 28             | Lídio Martins Barbosa                 | Péricles Prade                     | 1942    | 1973     |
| 29             | Liberato Bittencourt                  | Napoleão Xavier do Amarante        | 1939    | 1987 (?) |
| 30             | Manuel Joaquim de Almeida Coelho      | Jali Meirinho                      | 1933    | 1995     |
| 31             | Manuel José de Sousa França           | João José Leal                     | 1941/42 | 2018     |
| 32             | Manuel dos Santos Lostada             | Amilcar Neves                      | 1947    | 2012     |
| 33             | Manuel da Silva Mafra                 | Silveira de Souza                  | 1933    | 1989 (?) |
| 34             | Marcelino Antônio Dutra               | Osvaldo Della Giustina             | 1936    | 1984     |
| 35             | Martino José Calado e Silva           | Rodrigo de Haro                    | 1939    | 2001     |
| 36             | Oscar Rosas                           | João Carlos Mosimann               | 1943    | 2016     |
| 37             | Polidoro Olavo de São Tiago           | Artemio Zanon                      | 1940    | 2003     |
| 38             | Roberto Trompowski                    | Salomão Ribas Junior               | 1945    | 1992     |
| 39             | Sebastião Catão Calado                | Gilberto Callado de Oliveira       | 1956    | 2008     |
| 40             | Virgílio Várzea                       | David Gonçalves                    | 1952    | 2019     |

## Publikationen
- Revista da Academia Catarinense de Letras. 1986 ff.